# Allotingis
Allotingis is een geslacht van wantsen uit de familie van de Tingidae (Netwantsen). Het geslacht werd voor het eerst wetenschappelijk beschreven door Carl John Drake in 1930.

## Soorten
Het genus bevat de volgende soorten:

- Allotingis binoculata (Drake & Bruner, 1924)
- Allotingis binotata (Drake & Bruner, 1924)
- Allotingis insulicola Drake & Poor, 1939